# Израильско-косовские отношения
Израильско-косовские отношения — двусторонние отношения между Израилем и Республикой Косово. Несмотря на то, что Косово провозгласило независимость от Сербии 17 февраля 2008 года, Израиль долго не признавал суверенитет этой страны.
Израиль и Косово договорились об установлении дипломатических отношений 4 сентября 2020 года. Двусторонний договор был подписан 1 февраля 2021 года в режиме видеоконференции: от Косово его подписал министр иностранных дел Мелиза Харадинай-Стубла, а от Израиля — её коллега Габи Ашкенази. 14 марта 2021 года Косово открыло своё дипломатическое представительство в Иерусалиме.

## Политические отношения
Во время Второй мировой войны сотни евреев были спасены от нацистов этническими албанцами-мусульманами.
Израиль не хотел признавать независимость Косово отчасти из-за возможности Палестинской национальной администрации использовать этот прецедент для провозглашения в одностороннем порядке своей собственной независимости. Газета «The Jerusalem Post» цитирует чиновника израильского МИДа в феврале 2008 года: «Мы не решили, когда мы примем решение по этому вопросу. Мы будем следить за развитием событий и продолжим рассматривать этот вопрос».
Согласно газете «Jewish Chronicle», официальные лица МИДа и политики в частном порядке выражали общую симпатию по отношению к косоварскому делу, однако, Израиль пока не готов признать независимость Косово. Член Кнессета Рухама Авраам Балила заявила в феврале 2008 года, что «в настоящее время правительство Израиля приняло решение не присоединяться к группе стран, которая признаёт независимость Косово.» Она также заявила, что Израиль видит эту ситуацию «очень тревожной».
28 апреля 2009 года Артур Колл, израильский посол в Сербии, заявил, что несмотря на то, что с момента одностороннего провозглашения независимости Косово прошёл год, у Израиля нет намерения признавать его независимость и что «Израиль спрашивают время от времени насколько это решение твёрдое, но правда в том, что израильская позиция по этому вопросу с течением времени ни разу не поменялась. Народ Сербии и её правительство могут быть благодарны израильской позиции, которая также демонстрирует уровень дружбы между двумя государствами».
16 сентября 2009 года израильский министр иностранных дел Авигдор Либерман заявил, что Израиль «следит за развитием ситуации между Сербией и Косово» и что Израиль надеется на «действительно всеобъемлющее мирное решение» которое будет установлено путём переговоров между двумя заинтересованными государствами. Либерман также заявил, что Израиль должен будет выдержать давление, чтобы признать независимость Косово, потому что Израиль «находится под постоянным давлением с 1948 года по поводу многих спорных вопросов и мы знаем, как нужно работать под любым давлением». Во время визита в Израиль в конце октября 2009 года сербский министр внутренних дел Ивица Дачич заявил, что «официальные лица Израиля подтвердили, что Израиль останется верен своей позиции [по Косово]».
В июне 2011 года Либерман сказал, что независимость Косово это «чувствительный вопрос» и что Израиль может признать Косово после того, как другие страны вроде Греции или Испании согласятся с этим.
В ноябре 2014 года заместитель министра иностранных дел Инес Демири стала первым официальным лицом Республики Косово, посетившим Израиль. Она прибыла в страну по приглашению главы израильского МИДа. Велись переговоры по укреплению культурных и экономических связей, а также о признании Израилем независимости Косово. Тем не менее, в конце 2016 года израильский посол в Сербии Алона Фишер-Камм заявила, что её страна на настоящий момент не признаёт независимости Косово.
В феврале 2015 года Энвер Ходжай, бывший глава МИД Косово посетил Израиль с трёхдневным визитом. Несмотря на то, что визит не носил статуса официального, он встречался с официальными лицами Израиля и проводил переговоры. Ходжай заявил в интервью «The Jerusalem Post»: «У меня с вашей страной сильная эмоциональная связь», а также рассказал, что восхищается сионизмом и Теодором Герцелем и уважает право на самоопределение евреев и образование их национального государства.
В марте 2016 года израильская делегация посетила Республику Косово. Делегацию возглавлял заместитель генерального директора МИДа Израиля Цви Равнер и посол Дан Орьян, директор балканского отдела. Их принимал министр иностранных дел Косово Петрит Селими. Израильская делегация заверила министра, что поддерживает его страну и её граждан, даже несмотря на то, что не признала на сегодняшний день её независимость. Политики договорились сотрудничать в экономике, образовании и сельском хозяйстве. Также была достигнута договорённость открыть в Тель-Авиве косовское представительство, которое будет заниматься исключительно экономическими и торговыми вопросами.
В апреле 2016 года президент Республики Косово Хашим Тачи вступил в должность и дал интервью израильскому новостному порталу Ynet, в котором заявил, что станет первым косовским президентом, который посетит Израиль. Тем не менее, еврейское государство пока не признало независимость Косово. Президент Тачи заявил также, что посещал Израиль с частными визитами до своего избрания и даже открыл мемориал в Приштине в 2003 году, посвящённый евреям-косоварам, погибшим во время Второй мировой войны.
8 июня 2016 года глава правительства Косова Хашим Тачи выразил официальные соболезнования по поводу теракта в комплексе Сарона в Тель-Авиве.
21 сентября 2018 года президент Косова Хашим Тачи заявил, что готов перенести посольство своей страны в Иерусалим вслед за США в случае, если Израиль признает независимость Косова.
В апреле 2019 года косовский премьер-министр Рамуш Харадинай на приёме в честь американских и израильских инвесторов заявил, что «наше сотрудничество с американским и еврейским народом, и Израилем как государством, это хорошая модель для подражания». В июле того же года посол Косово в США Влора Цитаку посетила Израиль в рамках рабочего визита и заявила: «мы смотрим на Израиль как на пример того, как может быть построено государство».
4 сентября 2020 года в рамках соглашения Косово и Сербии между собой и с Израилем при посредничестве администрации президента США Дональда Трампа было объявлено, что Косово установит дипломатические отношения с еврейским государством. Среди прочего, соглашение предусматривает, что посольства Косово и Сербии будут размещены в Иерусалиме, вопреки резолюции Совета Безопасности ООН. Косово станет первой преимущественно мусульманской страной, чьё посольство в Израиле разместится в Иерусалиме. В этом же месяце это ещё раз подтвердил и косовский премьер-министр Авдулла Хоти: он назвал Израиль «стратегическим партнёром» и пообещал внести Хизбаллу в список террористических группировок.
Официальные дипломатические отношения были установлены 1 февраля 2021 года. 14 марта 2021 года посольство Косово начало работу в Иерусалиме. Оно стало третьим посольством открытым в Иерусалиме после США и Гватемалы.

## Визовые вопросы, авиасообщение и туризм
В июне 2024 года глава МВД Израиля Моше Арбель посетил Приштину, где совместно с вице-премьером и главой МИД Косово Доникой Гервалла-Шварц подписал соглашение о безвизивом режиме для граждан двух стран.